# Pica-pau-de-cabeça-cinzenta
O pica-pau-de-cabeça-cinzenta (Dendropicos griseocephalus) é uma espécie de ave piciforme da família Picidae. 

## Distribuição e habitat
Este pica-pau ocorre em África, nomeadamente na parte central, oriental e austral, desde os montes Ruwenzori até ao Cabo Ocidental. Encontra-se nos seguintes países África do Sul, Angola, Burundi, Eswatini, Malawi, Moçambique, Namíbia, República Democrática do Congo, Ruanda, Tanzânia, Uganda, Zâmbia e Zimbabué.